# Kraljev Vrh (Preseka)
Kraljev Vrh je naseljeno mjesto u Republici Hrvatskoj u Zagrebačkoj županiji. 

## Zemljopis
Administrativno je u sastavu općine Preseka. Naselje se proteže na površini od 2,70 km².

## Stanovništvo
Prema popisu stanovništva iz 2001. godine u naselju Kraljev Vrh živi 112 stanovnika i to u 34 kućanstva. Gustoća naseljenosti iznosi 41,48 st./km².
| broj stanovnika | 72    | 80    | 71    | 88    | 114   | 109   | 132   | 149   | 160   | 162   | 161   | 151   | 143   | 121   | 112   | 99    | 68    |
|                 | 1857. | 1869. | 1880. | 1890. | 1900. | 1910. | 1921. | 1931. | 1948. | 1953. | 1961. | 1971. | 1981. | 1991. | 2001. | 2011. | 2021. |